# طب نفسي
الطب النفسي هو فرع من فروع الطب متخصص في دراسة وتشخيص ووقاية وعلاج الاضطرابات النفسية، ويشمل هذا مختلف التشوهات ذات الصلة بالمزاج والسلوك والإدراك والفهم.
يبدأ التقييم النفسي الأولي لشخص ما عادة بالسيرة المرضية وفحص الحالة العقلية، وقد تجري بعض الفحوصات الطبية والاختبارات النفسية، وفي بعض الأحيان يستخدم التصوير العصبي أو تقنيات الفسيولوجيا العصبية.
غالبا ما يتم تشخيص الاضطرابات النفسية وفقا للمعايير الواردة في مراجع التشخيص مثل المرجع المستخدم على نطاق واسع الدليل التشخيصي والإحصائي للاضطرابات العقلية (DSM)، الذي نشرته الجمعية الأمريكية للأطباء النفسيين (APA)، والتصنيف الدولي للأمراض (ICD)، والمنشور من قبل منظمة الصحة العالمية (WHO).
نشرت الطبعة الخامسة من الدليل التشخيصي والإحصائي للاضطرابات العقلية (DSM-5) في عام 2013، وكان من المتوقع أن تكون ذات فائدة كبيرة للعديد من المجالات الطبية.
يُعتبر الجمع بين الدواء النفسي والعلاج النفسي أكثر الأساليب شيوعا للعلاج النفسي في الممارسة الحالية، ولكن الممارسة المعاصرة قد تشمل أيضا مجموعة واسعة من الوسائل الأخرى، على سبيل المثال، معالجة إلزامية مجتمعية، والتوظيف المدعوم.
قد يتم صرف العلاج للمرضى الداخليين أو الخارجيين، اعتمادا على شدة الاضطراب الوظيفي أو على جوانب أخرى من الاضطراب، وتجرى الأبحاث والعلاجات النفسية في مجال في الطب النفسي ككل على أساس متعدد التخصصات، على سبيل المثال، مع علماء الأوبئة، استشاريي الصحة العقلية، والممرضات والأخصائيين النفسيين والمتخصصين في الصحة العامة، وأخصائيين الأشعة، والعاملين الاجتماعيين.

## التسمية

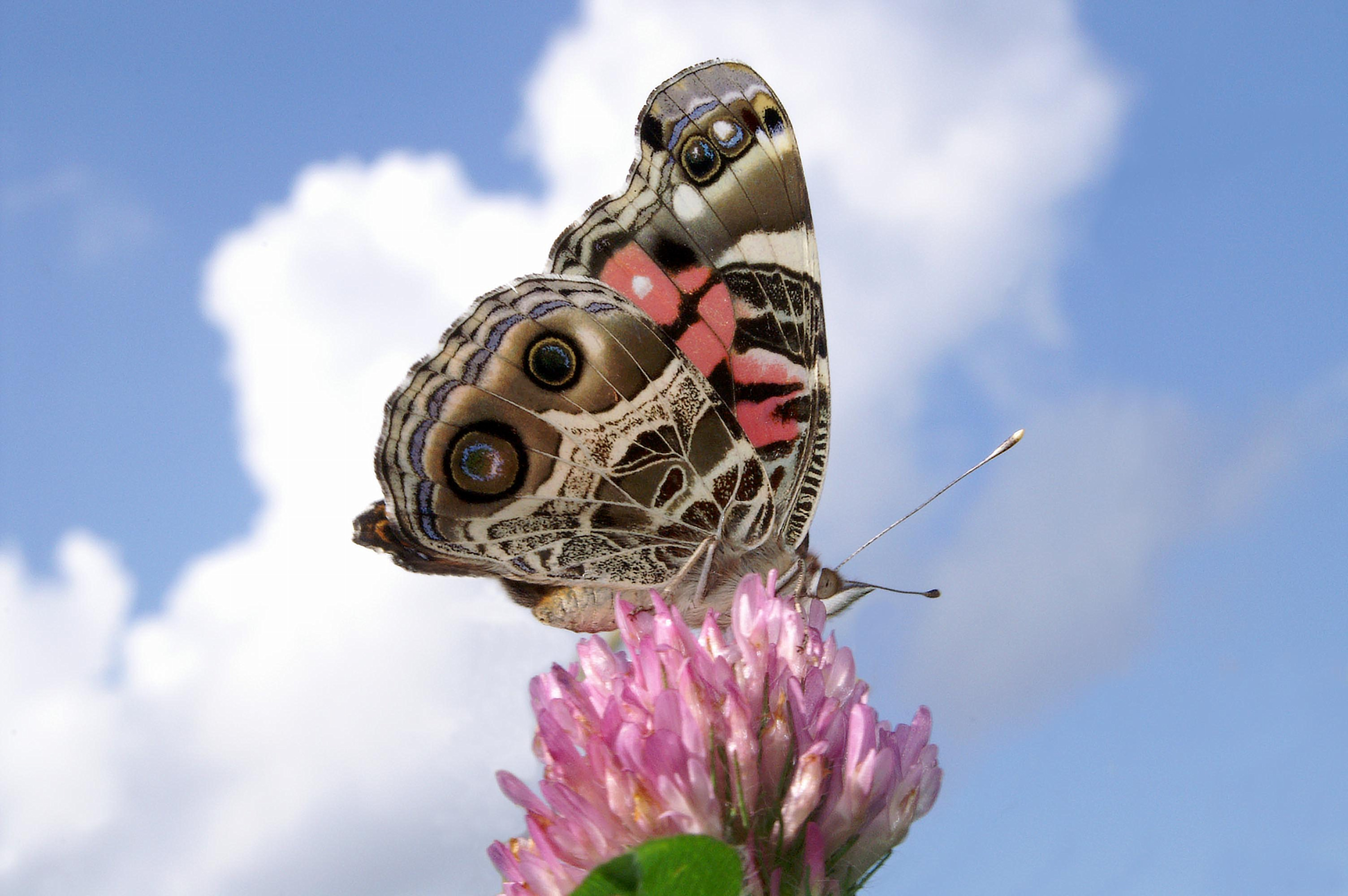
كلمة النفس تأتي من اللغة اليونانية القديمة تسمية النفس أو فراشة، ويبدو أن الحشرة ترفرف في شعار النبالة للكلية الملكية البريطانية للأطباء النفسيين

صاغ الطبيب الألماني يوهان كرستيان رايل (Johann Christian Reil) مصطلح Psychiatrie عام 1808 في مدينة هاله الألمانية من الاسم اليوناني القديم "Psyche" وتعني «نفس» و iatrós وتعني «طبيب»، بالعربية تترجم إلى طب نفسي، والمتخصص في هذا المجال الطبي يدعى طبيب نفسي (وليس عالم نفس) (للاستعراض التاريخي انظر الجدول الزمني للطب النفسي)

## النظرية والتركيز
يشير الطب النفسي إلى المجال الطبي الذي يركز بشكل خاص على العقل، ويهدف إلى دراسة ومنع وعلاج الاضطرابات النفسية في البشر، وقد وصف بأنه وسيط بين عالم من السياق اجتماعي وعالم من وجهة نظر أولئك الذين يعانون من مرض عقلي.
يختلف الأشخاص الذين تخصصوا في الطب النفسي غالبا عن معظم الأشخاص الآخرين في مجال الصحة العقلية والأطباء في أنهم يجب أن يكونوا على دراية بكل من العلوم الاجتماعية والعلوم البيولوجية، كما يدرس هذا المجال عمليات الأجهزة المختلفة وأجهزة الجسم حسب تصنيف خبرات المريض الذاتية، وعلم وظائف الأعضاء الموضوعي للمريض.
الطب النفسي يعالج الاضطرابات النفسية، التي تنقسم تقليديا إلى ثلاث فئات عامة جدا: الأمراض العقلية، صعوبات تعلم شديدة، واضطرابات الشخصية، وبرغم أن تركيز الطب النفسي قد تغير قليلا مع مرور الوقت، إلا أن عمليات التشخيص والعلاج قد تطورت بشكل كبير، ولا تزال تواصل هذا التطور، فمنذ أواخر القرن العشرين ولا يزال مجال الطب النفسي مستمر في كونه أكثر بيولوجية وأقل انعزالا من الناحية المفاهيمية عن المجالات الطبية الأخرى.

### نطاق الممارسة

معدل السنة الحياتية للإعاقة للحالات النفسية العصبية لكل 100,000 نسمة في عام 2002.
no data
less than 10
10-20
20-30
30-40
40-50
50-60
60-80
80-100
100-120
120-140
140-150
أكثر من 150

على الرغم من أن تخصص الطب النفسي يستخدم الأبحاث في مجال علم الأعصاب وعلم النفس، والطب، والبيولوجيا، والكيمياء الحيوية، وعلم الصيدلة، إلا أنه يعتبر حلا وسطا بين علم الأعصاب وعلم النفس، ولأن الطب النفسي وعلم الأعصاب بينهما تشابك عميق في التخصصات الطبية، فإن جميع الشهادات لكل من تخصصي الطب النفسي وعلم الأعصاب وكذلك التخصصات الفرعية تقدم من خلال مجلس واحد، المجلس الأميركي للطب النفسي والأعصاب، واحد من المجالس العضوية في المجلس الأمريكي للتخصصات الطبية.
على عكس أطباء الأعصاب والأطباء الآخرين، فإن الأطباء النفسيين متخصصين في العلاقة بين الطبيب والمريض ومدربون بدرجات متفاوتة في استخدام العلاج النفسي وغيره من تقنيات الاتصال العلاجي الأخرى، كما يختلف الأطباء النفسيين أيضاً عن علماء النفس في كونهم أطباء، وكونهم حصلوا على تدريب يسمى الدراسات العليا (عادة من 4 إلى 5 سنوات) في الطب النفسي. وتشابه جودة ودقة التدريب الطبي في دراساتهم العليا جميع الأطباء الآخرين، وبذلك فإن الأطباء النفسيين يمكنهم مشاورة المرضى، ووصف الدواء، وطلب إجراء فحوصات مخبرية، وطلب إجراء تصوير عصبي، كما يمكنهم إجراء الفحوصات الطبية.

### الأخلاق
مثل غيرهم ممن يتعاملون مع أخلاقيات المهنة، أصدرت الجمعية العالمية للطب النفسي ميثاق شرف يحكم سلوك الأطباء النفسيين، كان أول تحديد لدستور الأخلاق النفسي صاعدا من خلال إعلان هاواي في عام 1977، وتم توسيعه من خلال تحديث فيينا عام 1983، وفي عام 1996 إعلان مدريد الأوسع، وقد تمت مراجعة هذا الدستور مرة أخرى خلال الجمعيات العامة للمنظمة في عام 1999، 2002، 2005، و 2011.
يغطي دستور الجمعية العالمية للطب النفسي مسائل مثل تقييم المريض، المعرقة الحديثة، والكرامة الإنسانية للمرضى العاجزين، السرية، أخلاقيات البحث واختيار الجنس والقتل الرحيم ، وزرع الأعضاء، والتعذيب، وعقوبة الإعدام، والعلاقات الإعلامية، وعلم الوراثة، والتمييز العرقي أو الثقافي.
في تأسيس هذا الدستور أجابت المهنة عن عدد من الخلافات حول ممارسة الطب النفسي، على سبيل المثال، عملية فصل فص المخ الجبهي والعلاج بالصدمة الكهربائية.

## النهج
الأمراض النفسية يمكن تصورها بطرق مختلفة، يدرس الطب الحيوي العلامات والأعراض ومقارنتها مع المعايير التشخيصية، المرض العقلي يمكن تقييمه من خلال السرد الذي يحاول دمج الأعراض ضمن تاريخ له مغزى، ويؤثر عليها كما لو كانت ردود أو استجابات للظروف الخارجية، وكلا النهجين مهم في مجال الطب النفسي، ولكن لم يكن لهما التوفيق بما فيه الكفاية لتسوية الخلاف على اختيار النموذج النفسي أو اختيار مواصفات علم نفس الأمراض.
فكرة وجود «النموذج النفسي الحيوي» غالباً ما تستخدم للتأكيد على طبيعة العوامل المتعددة للضعف السريري، وفي هذه الفكرة لم يتم استخدام كلمة «نموذج» بطريقة علمية دقيقة ، وبدلا من ذلك، «نموذج البيولوجي الإدراكي» يعترف بأساس الفسيولوجيا في وجود العقل، ولكن يحدد الإدراك باعتباره غير قابل للاختزال وأنه عالم مستقل حيث قد يحدث الاضطراب. ويشمل النهج البيولوجي الإدراكي مسببات عقلانية ويعيد النظر الطبيعية الثنائية من وجهة نظر النموذج البيولوجي النفسي الاجتماعي، الأمر الذي يعكس جهود الأسترالي الطبيب النفسي نيال مكلارين لتحقيق الانضباط إلى مرحلة النضج العلمي وفقا للمعايير النموذجية للفيلسوف توماس كون.
بمجرد يقوم الطبيب بتشخيص المريض فإن هناك العديد من الطرق التي يمكن أن تختار لعلاجه، وفي كثير من الأحيان يطور الأطباء النفسيين إستراتيجية العلاج الذي تشتمل على جوانب مختلفة من مناهج مختلفة، وعادة ما يوصف العلاج الدوائي جنبا إلى جنب مع العلاج النفسي.
هناك ثلاثة أركان رئيسية من العلاج النفسي والتي من خلالها تندرج كل استراتيجيات العلاج، يحاول علم النفس الإنساني وضع المريض «كاملا» في وجهات النظر، كما أنه يركز أيضا على استكشاف الذات. السلوكية وهي مدرسة علاجية تنتخب التركيز فقط على أحداث حقيقية يمكن ملاحظتها، بدلا من محاولات الحفر في اللاوعي، و التحليل النفسي من ناحية أخرى يركز تعاملاته على مرحلة الطفولة المبكرة، والدوافع الغير عقلانية، اللاواعي، والصراع بين تيارات الوعي واللاوعي.

### ممارس الطب النفسي
جميع الأطباء يمكنهم تشخيص الاضطرابات النفسية ووصف العلاج باستخدام مبادئ الطب النفسي، والأطباء النفسيين هم الأطباء المتخصصين في الطب النفسي وتم اعتمادهم لعلاج الأمراض النفسية، وقد يمارس الطبيب النفسي مهنته منفردا أو كعضو في مجموعة، وقد يكون لحسابه الخاص، أو عضو ضمن شراكات، أو موظفي تابع للجهات الحكومية والأكاديمية، الربحية أو غير ربحية، وقد يعالج الطبيب النفسي الأفراد العسكريين بصفته المدنية أو العسكرية، وفي أي من هذه الحالات قد يكون الطبيب النفسي بمثابة طبيب، باحث، معلم، أو مزيج مما سبق.
باعتبار أن الطبيب النفسي قد يذهب أيضاً من خلال تدريب كبير لإجراء العلاج النفسي، التحليل النفسي أو العلاج السلوكي المعرفي، فإن هذا التدريب هو ما يميزه عن غيره من العاملين في مجال الصحة النفسية.

### كخيار وظيفي
الطب النفسي ليس الخيار الوظيفي الأكثر شعبية بين طلاب الطب، على الرغم من أن من تصنيف مواضع الطب النفسي في كلية الطب بشكل إيجابي. وقد أدى ذلك إلى نقص حاد في الأطباء النفسيين في الولايات المتحدة وأماكن أخرى. وتتضمن استراتيجيات تصحيح ذلك استخدام قدر من المواضع «ذواق» القصيرة في المناهج الدراسية الطبية في وقت مبكر، ومحاولات تعزيز خدمات الطب النفسي أكثر باستخدام تقنيات التطبيب عن بعد وغيرها من الأساليب.

### التخصصات الفرعية
يمتلك مجال الطب النفسي العديد من التخصصات الفرعية (تعرف أيضاً باسم الزمالة) التي تتطلب المزيد من التدريب، كما أنها معتمدة من قبل المجلس الأميركي للطب النفسي وعلم الأعصاب (ABPN) وتتطلب برنامج لصيانة الشهادة، وتتضمن التخصصات ما يلي:
- الفسيولوجيا العصبية السريرية
- الطب النفسي الشرعي
- طب نفس الإدمان
- طب نفس الأطفال والمراهقين
- الطب النفسي الشيخوخة
- التكية والرعاية التلطيفية
- إدارة الألم
- الطب النفسي الجسدي
- طب النوم

وعلاوة على ذلك، ويوجد تخصصات أخرى:
- الطب النفسي بين الثقافات
- الطب النفسي للحالات الطارئة
- صعوبات التعلم
- اضطراب النمو العصبي
- الإدراك الأمراض كما هو الحال في أشكال مختلفة من الخرف
- الطب النفسي البيولوجي
- الطب النفسي المجتمع
- الصحة النفسية العالمي
- الطب النفسي العسكري
- الطب النفسي الاجتماعي
- علم اجتماع التحليل النفسي

يركز طب نفس الإدمان على تقييم وعلاج الأفراد من الكحول، والمخدرات، أو غيرها من الاضطرابات المتعلقة بالمواد، والأفراد الذين تم تشخيصهم المزدوج باضطراب متصل بالمواد واضطرابات نفسية أخرى.
يعتبر الطب النفسي البيولوجي نهج للطب النفسي يهدف إلى فهم الاضطرابات النفسية من حيث الوظيفة البيولوجية للجهاز العصبي، في حين أن طب نفس الأطفال والمراهقين هو فرع الطب النفسي متخصصة في العمل مع الأطفال والمراهقين وأسرهم، ويعتبر الطب النفسي الجماعة نهج يعكس منظور شمولية الصحة العامة، ويمارس في مراكز خدمات الصحة النفسية المجتمعية.
الطب النفسي بين الثقافات هو فرع الطب النفسي المعني بالسياق الثقافي والعرقي للاضطراب العقلي والخدمات النفسية، ويعتبر طب نفسي الحالات الطارئة تطبيق سريري للطب النفسي في حالات الطوارئ، ويمثل الطب النفسي الشرعي واجهة بين القانون والطب النفسي، وطب نفس الشيخوخة هو فرع الطب النفسي الذي يتعامل مع دراسة، ووقاية وعلاج الاضطرابات النفسية لدى كبار السن.
الصحة العقلية العالمية هي مجال الدراسة والبحث والممارسة التي يضع الأولوية لتحسين الصحة العقلية وتحقيق المساواة في مجال الصحة النفسية لجميع الناس في جميع أنحاء العالم، ويعتر طب نفسي الاتصال فرع الطب النفسي المتخصص في التفاعل بين التخصصات الطبية الأخرى والطب النفسي، كما أن الطب النفسي العسكري يغطي الجوانب الخاصة بالطب النفسي والاضطرابات النفسية ضمن السياق العسكري، الطب النفسي العصبي هو فرع من فروع الطب الذي يتعامل مع الاضطرابات النفسية التي يمكن نسبتها إلى أمراض الجهاز العصبي، والطب النفسي الاجتماعي هو فرع الطب النفسي الذي يركز على السياق بين الأشخاص والسياق الثقافي للاضطراب العقلي والنفسي.
في مؤسسات الرعاية الصحية الكبيرة، في القطاعين العام والخاص، غالباً ما يخدم الأطباء النفسيين في أدوار الإدارة العليا، حيث أنهم مسؤولون عن تقديم التقديم الكفء والفعال لخدمات الصحة العقلية لمكونات المنظمة، فعلى سبيل المثال، رئيس خدمات الصحة النفسية في معظم المراكز الطبية لبعض الولايات عادة ما يكون طبيب نفسي، على الرغم من أن علماء النفس يتم اختيارهم من حين لآخر لهذا المنصب كذلك.
في الولايات المتحدة يعتبر الطب النفسي أحد التخصصات القليلة المؤهلة لمواصلة التعليم والحصول علي شهادة في طب الألم ، رعاية تلطيفية، وطب النوم.

### الأبحاث
البحث في مجال الطب النفسي بطبيعة الحال متعدد التخصصات، بالجمع بين وجهات النظر الاجتماعية والبيولوجية والنفسية في محاولة لفهم طبيعة وعلاج الاضطرابات النفسية، ويدرس الأطباء النفسيين السريريين والباحثين النفسيين الموضوعات النفسية الأساسية والسريرية في المؤسسات البحثية وينشرون مقالات في المجلات، وتحت إشراف مجالس المراجعة المؤسسية يقوم الباحثون السريريون للأمراض النفسية بالنظر في موضوعات مثل التصوير العصبي، وعلم الوراثة، وعلم الأدوية النفسية من أجل تعزيز صحة التشخيص ومصداقيته، ولاكتشاف طرق جديدة للعلاج، ولتصنيف الاضطرابات العقلية الجديدة.

## التطبيق السريري

### أنظمة التشخيص
التشخيصات النفسية تجري في طائفة واسعة من الإعدادات ويتم تنفيذها من قبل العديد من مختلف العاملين في مجال الصحة، ولذلك، فإن إجراء التشخيص قد تختلف باستناده إلى حد كبير على هذه العوامل، وعلى الرغم من أن تشخيص الأمراض النفسية يستخدم إجراءات التشخيص التفريقي، حيث يتم فحص الحالة العقلية والفحص البدني، وأحيانا تؤخذ اجراءات تصوير عصبي أو غيرها من القياسات العصبية الفيسيولوجية، أو إعطاء اختبارات شخصية أو اختبارات إدراكية، وفي بعض الحالات، يتم فحص الدماغ بالاشعة لاستبعاد الأمراض الطبية الأخرى، ولكن الاعتماد على تصوير المخ بالاشعة وحده لا يمّكن من التشخيص الدقيق للمرض العقلي أو التنبأ بخطر الإصابة بمرض عقلي في المستقبل، وهناك عدد قليل من الأطباء النفسيين قاموا ببداية استخدام علم الوراثة خلال عملية التشخيص ولكن على العموم لا يزال هذا موضوع بحث.

### الكتيبات التشخيصية
توجد ثلاثة كتيبات تشخيصية رئيسية مستخدمة في تصنيف الأوضاع الصحية العقلية، التصنيف الدول للأمراض ICD-10 والمنشور من قبل منظمة الصحة العالمية، ويتضمن قسما عن الحالات النفسية، ويستخدم في جميع أنحاء العالم، والدليل التشخيصي والإحصائي للاضطرابات العقلية والمشور من قبل الجمعية الأمريكية للطب النفسي، ويركز في المقام الأول على الظروف الصحية العقلية، وهو التصنيف الرئيسي في الولايات المتحدة، وهو حاليا في طبعته الخامسة المنقحة، ويستخدم أيضا في جميع أنحاء العالم، وأنتجت الجمعية الصينية للطب النفسي أيضا دليل تشخيصي وهو التصنيف الصيني للاضطرابات العقلية.
النية المعلنة لللكتيبات التشخيصية هي تطوير فئات ومعايير قابلة للتكرار ومفيدة سريريا، لتسهيل التوافق والاتفاق عليها، وبالرغم من أن الفئات التشخيصية تمت على أساس النظريات النفسية والبيانات علي وجه الخصوص؛ إلا أنها واسعة وغالبا ما تحدد من قبل عديد من التجميعات المحتملة للأعراض، وكثير من الفئات تتداخل في الأعراض أو تحدث معا، وفي الأصل كان المقصود بهذه الكتيبات أن تكون دليل للأطباء ذوي الخبرة المدربين على استخدامها، إلا ان هذه الكتيبات الآن تستخدم على نطاق واسع قبل الأطباء والإداريين وشركات التأمين في العديد من البلدان.
وقد جذب الدليل التشخيصي والإحصائي للاضطرابات النفسية الثناء على توحيد فئات ومعايير التشخيص للأمراض النفسية، واجتذب أيضا الجدل والانتقادات، ويرى بعض النقاد أن الدليل التشخيصي والإحصائي للاضطرابات النفسية يمثل نظام غير علمي يكرس آراء عدد قليل من الأطباء النفسيين ذوي النفوذ، وهناك قضايا مستمرة بخصوص صحة وموثوقية الفئات التشخيصية، والاعتماد على سطحية الأعراض، واستخدام خطوط التقسيم المصطنعة بين الفئات التشخيصية وبين «الحياة الطبيعية»، والتحيز الثقافي المحتمل؛ وتطبيب المعاناة البشرية وتصارب المصالح المالية، بما في ذلك ممارسة الأطباء النفسيين وصناعة المستحضرات الصيدلانية، والخلافات السياسية حول إدراج أو استبعاد التشخيصات من الدليل بشكل عام أو فيما يتعلق بقضايا محددة؛ وتجربة أولئك الذين هم أكثر تأثرا بالدليل وذلك بسبب تشخيصهم، ومن بينهم حركة الناجين من الطب النفسبي.

## العلاج

### اعتبارات عامة

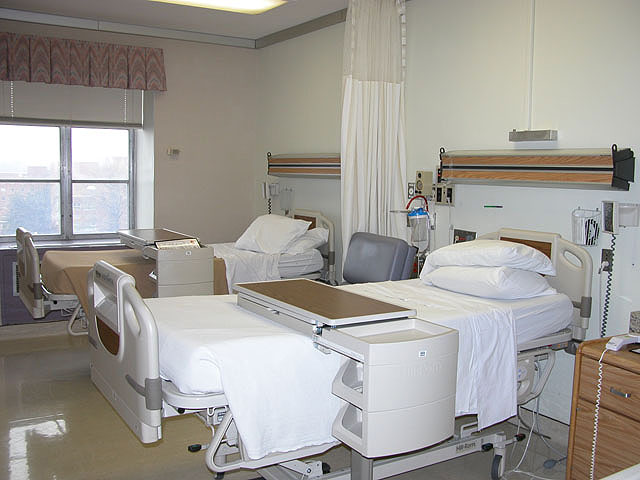
غرفة مريض في وكالة فدرالية لأبحاث الطب النفسي ، ميريلاند، الولايات المتحدة الأمريكية.

الأفراد المصابون بالحالات الصحية النفسية عادة ما يشار إليهم باسم المرضى، ولكن يمكن أيضا أن يتم تسميتهم عملاء، مستهلكين، أو متلقي الخدمة، قد يأتون للرعاية الطبية النفسية من مسارات مختلفة ، أكثرها شيوعا هي الذهاب المباشر أو بالتحويل من قبل طبيب الرعاية الأولية، وأحيانا بأمر من المحكمة، أو الالتزام الطوعي، وفي المملكة المتحدة وأستراليا كاجتزاء بموجب قانون الصحة العقلية.
الأشخاص الذين خضعوا لتقييم نفسي يتم تقييمهم من قبل طبيب نفسي لعلاج حالتهم النفسية والجسدية، وعادة ما ينطوي هذا علي مقابلة الشخص، والحصول على معلومات عنه من مصادر أخرى غالبا مثل المهنيين الصحيين الأخرين والرعاية الاجتماعية والأقارب والمقربين منه والموظفين المكلفين بإنفاذ القانون، والموظفين في حالات الطوارئ الطبية، وجداول تصنيف الأمراض النفسية.
يتم فحص الحالة العقلية والفحص البدني لتشخيص أو استبعاد الأمراض الأخرى التي يمكن أن تساهم في المشاكل النفسية المزعومة، ويمكن أن يفيد الفحص البدني أيضا في تحديد أي علامة من علامات إيذاء النفس، وكثيرا ما يتم الفحص من قبل شخص آخر غير الطبيب النفسي، وخاصة عند إجراء اختبارات الدم والتصوير الطبي.
مثل معظم الأدوية، يمكن أن تسبب الأدوية النفسية آثار سلبية في المرضى، وتتطلب بعض الأدوية مراقبة مستمرة، على سبيل المثال تحديد مستوي الدواء في الدم، وظائف الكلى، وظائف الكبد، وظائف الغدة الدرقية، ويستخدم العلاج بالصدمات الكهربائية أحيانا في حالات معينة، مثل تلك التي لا تستجيب للعلاج الدوائي، وتختلف فعالية العلاج النفسي وآثاره الضارة من مريض لآخر.
لسنوات عديدة حام الجدل حول استخدام العلاج غير الطوعي، واستخدام مصطلح «عدم وجود البصيرة» في وصف المرضى، وتتفاوت قوانين الصحة العقلية تفاوتا كبيرا بين المناطق، ولكن في كثير من الحالات يسمح العلاج النفسي غير الطوعي عندما يوجد خطر على المريض أو غيره من المحيطين بسبب المرض، ويشير العلاج الإجباري إلي نوع العلاج الذي يحدث بناء على توصيات الطبيب المعالج دون اشتراط موافقة من المريض.

## التاريخ
تاريخ الطب النفسي قصير نسبيا. فهو فرع حديث من المعرفة. في عام 1656
أصدر لويس الرابع عشر مرسوما يقضي بفتح المستشفيات في فرنسا من أجل حبس كل من لا يتماشى مع مجتمع ذاك الزمان : «فاسقين»، آباء مبذرين، أبناء ضالين، مجذفين، الخ... وكان هذا بداية «السجن الواسع النطاق للمجانين».
ولم يكن هناك أي علاج داخل تلك المستشفيات وقد أعطت الظروف السائدة هناك سمعة سيئة لها. من ذلك أنه يتم تقييد السجناء وإساءة معاملتهم وجلدهم. لقد عاش هؤلاء المعتقلين في ظروف غير صحية. وفي تلك الظروف طوّر حراس المستشفيات «خبراتهم في مجال الطب النفسي». غالبا ما يلقى بالمعتقلين في حفرة تعج بالثعابين من أجل اعادتهم إلى رشدهم.
في عام 1808 صاغ يوهان كرستيان رايل مصطلح Psychiatrie
ومعناها «دراسة النفس». وكان من الأوائل الذين يقولون بأن أساليب العلاج النفسي من ضمن الطرق الطبية والجراحية الأفضل دراسة. ومن ضمن هذه العلاجات التدليك، التأديبات، الجلد والأفيون. وكانت هناك وسائل أخرى كالقيام بتدوير «المجانين» حتى تسيل الدماء من آذانهم وأفواههم وأنوفهم.
في عام 1918 عرف اميل كريبلين الطبيب النفسي باعتباره الزعيم الذي يمكنه أن يتدخل من دون رحمة في حياة الناس والحصول بالتأكيد على انخفاض في الجنون.

## الجدل والانتقادات
حام الجدل في كثير من الأحيان حول الطب النفسي، وتمت صياغة مصطلح «مناهضة الطب النفسي» من قبل الطبيب النفسي ديفيد كوبر في عام 1967، وتَعتَبر حركة مناهضة الطب النفسي أن العلاجات النفسية هي أكثر ضررا في نهاية المطاف وأقل فائدة للمرضى، ويتضمن تاريخ الطب النفسي ما يمكن الآن أن ينظر إليه باعتباره علاج خطير، مثل عملية فصل فص المخ الجبهي، كما أصبح عدد من مجموعات من المرضى السابقين مناهضين للطب النفسي، وكثيرا ما يشيرون إلى أنفسهم على أنهم «الناجون».

### كتب ومراجع
- Gask، L (2004)، A Short Introduction to Psychiatry، London: SAGE Publications Ltd.، ISBN:978-0-7619-7138-2
- Guze، SB (1992)، Why Psychiatry Is a Branch of Medicine، New York: Oxford University Press، ISBN:978-0-19-507420-8
- Lyness، JM (1997)، Psychiatric Pearls، Philadelphia: F.A. Davis Company، ISBN:978-0-8036-0280-9
- Shorter، E (1997)، A History of Psychiatry: From the Era of the Asylum to the Age of Prozac، New York: John Wiley & Sons, Inc.، ISBN:978-0-471-24531-5{{استشهاد}}:  صيانة الاستشهاد: مكان بدون ناشر (link)